# Road Classics

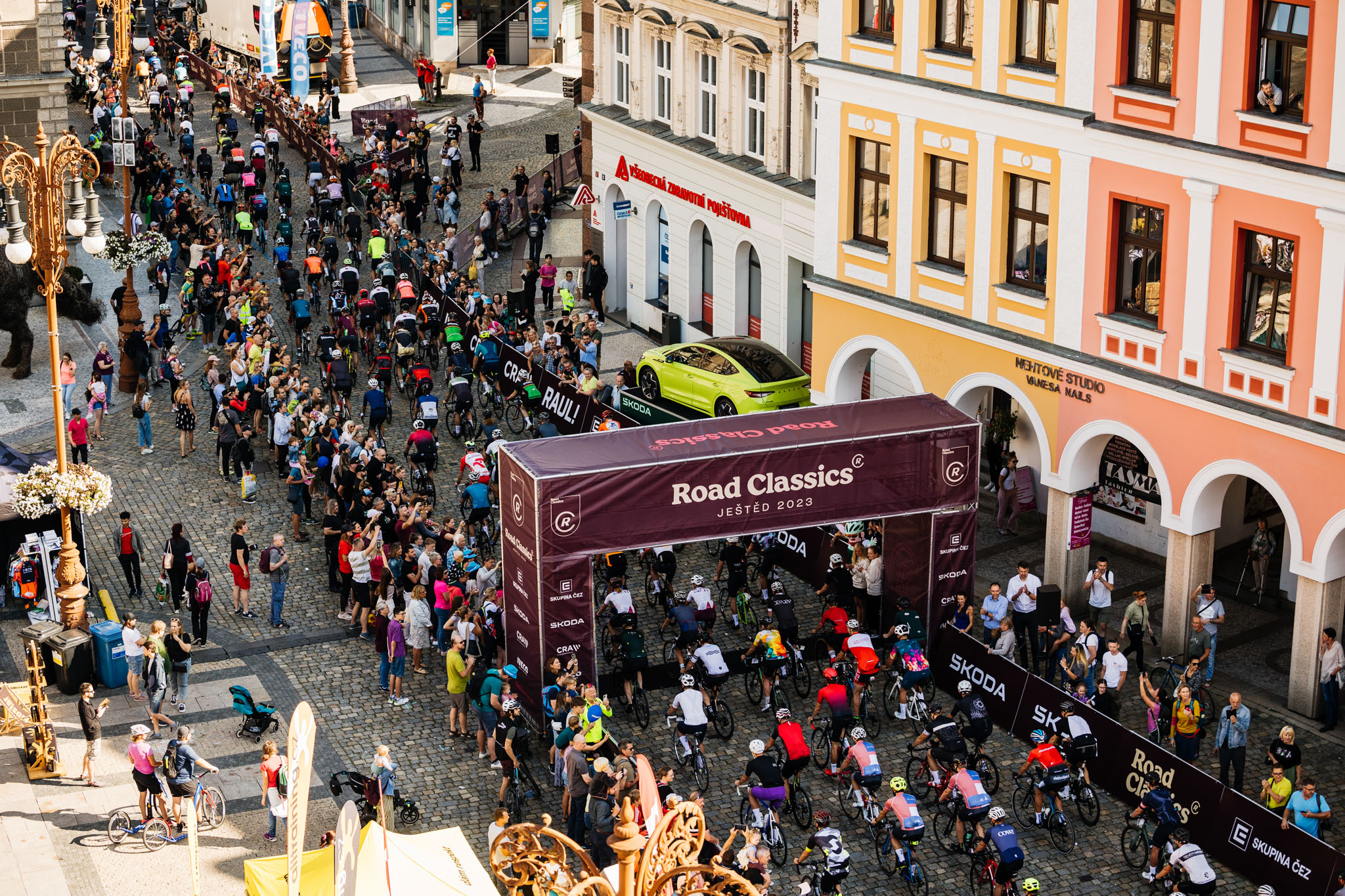
Fotografie z premiéry Road Classics v září 2023.

Road Classics je český seriál pro amatérské silniční cyklisty, který se odehrává na uzavřených silnicích. Veřejnosti nabízí zážitkovou jízdu na Pálavě, v Krušných horách a Jizerských horách v rámci dvou různých formátů: závodu a švihu. 
Premiéru zažil seriál v září 2023, kdy se na start v Liberci postavilo 700 účastníků, kteří vyrazili do Jizerských hor a po více než 100 km se přes Ještěd vrátili zpět do severočeské metropole. Úspěšný pilot vedl k tomu, že pro rok 2024 se Road Classics vydává do tří lokalit. 
Organizátorský tým, jehož členem je i medailista z Mistrovství světa v silniční cyklistice 1993 Lubor Tesař, přiřkl Road Classics slogan monumenty, co tě zvednou ze sedla. Odkazuje tím na jednodenní závody, tzv. klasiky, z profesionální cyklistiky, které mají velkou tradici a představují neméně velkou výzvu (Milán-San Remo, Kolem Flander, Paříž-Roubaix, Lutych-Bastogne-Lutych a Kolem Lombardie). Zároveň slovo monumenty symbolizuje ikonická tuzemská místa, která se nacházejí v itineráři Road Classics.
Inspirován zahraničními podniky jako L´Eroica klade seriál důraz na přesahy cyklistiky v čele s uměním a gastronomií. Členové pelotonu si tak mohou na trase zastavit na kávu a občerstvit se různými druhy koláčů a slaných pokrmů.